# Liste des sites Natura 2000 du Puy-de-Dôme
Cet article recense les sites Natura 2000 du Puy-de-Dôme, en France.

## Statistiques
Le Puy-de-Dôme compte 32 sites classés Natura 2000. 28 bénéficient d'un classement comme site d'intérêt communautaire (SIC), 4 comme zone de protection spéciale (ZPS).

## Liste
| Site                                                        | Type | Superficie (ha) | Fiche     | Coordonnées                      | Photo |
| ----------------------------------------------------------- | ---- | --------------- | --------- | -------------------------------- | ----- |
| Artense                                                     | SIC  | +00697,         | FR8301039 | 45° 26′ 43″ nord, 2° 43′ 30″ est |       |
| Auzelles                                                    | SIC  | +0 0001,        | FR8301044 | 45° 36′ 22″ nord, 3° 29′ 59″ est |       |
| Bois-Noirs                                                  | SIC  | +00417,         | FR8301045 | 45° 56′ 39″ nord, 3° 36′ 24″ est |       |
| Cavité minière de la Pause                                  | SIC  | +00209,         | FR8302010 | 45° 45′ 35″ nord, 3° 37′ 38″ est |       |
| Cézallier Nord                                              | SIC  | +00540,         | FR8301040 | 45° 27′ 35″ nord, 2° 53′ 45″ est |       |
| Cézallier Sud                                               | SIC  | +01 063,        | FR8301041 | 45° 22′ 23″ nord, 2° 55′ 21″ est |       |
| Chaîne des Puys                                             | SIC  | +02 036,        | FR8301052 | 45° 47′ 17″ nord, 2° 57′ 43″ est |       |
| Comté d'Auvergne et Puy Saint-Romain                        | SIC  | +00352,         | FR8301049 | 45° 38′ 06″ nord, 3° 17′ 50″ est |       |
| Dore / Faye / Couzon                                        | SIC  | +00177,         | FR8301091 | 45° 42′ 02″ nord, 3° 35′ 36″ est |       |
| Gîtes à chauves-souris du pays des Couzes                   | SIC  | +01 231,        | FR8302012 | 45° 34′ 16″ nord, 3° 01′ 50″ est |       |
| Gîtes de la Sioule                                          | SIC  | +00731,         | FR8302013 | 45° 50′ 30″ nord, 2° 50′ 45″ est |       |
| Gorges de la Sioule                                         | SIC  | +03 577,        | FR8301034 | 45° 59′ 57″ nord, 2° 52′ 52″ est |       |
| Lacs et rivières à loutres                                  | SIC  | +00579,         | FR8301095 | 45° 37′ 34″ nord, 2° 33′ 08″ est |       |
| Marais salé de Saint-Beauzire                               | SIC  | +00013,         | FR8301037 | 45° 51′ 04″ nord, 3° 09′ 47″ est |       |
| Monts du Forez                                              | SIC  | +05 565,        | FR8301030 | 45° 36′ 52″ nord, 3° 50′ 13″ est |       |
| Monts Dore                                                  | SIC  | +06 424,        | FR8301042 | 45° 33′ 45″ nord, 2° 50′ 00″ est |       |
| Plaine des Varennes                                         | SIC  | +00938,         | FR8301033 | 45° 47′ 25″ nord, 3° 26′ 00″ est |       |
| Puy de Pileyre-Turluron                                     | SIC  | +00077,         | FR8301048 | 45° 43′ 25″ nord, 3° 19′ 11″ est |       |
| Rivières à écrevisses à pattes blanches                     | SIC  | +01 164,        | FR8301096 | 44° 55′ 14″ nord, 3° 50′ 47″ est |       |
| Rivières à moules perlières                                 | SIC  | +00269,         | FR8301094 | 44° 55′ 38″ nord, 3° 34′ 28″ est |       |
| Tourbière du Haut-Livradois : complexe tourbeux de Virennes | SIC  | +00123,         | FR8302002 | 45° 32′ 07″ nord, 3° 38′ 55″ est |       |
| Tunnels SNCF du Chavanon                                    | SIC  | +00471,         | FR8302011 | 45° 34′ 45″ nord, 2° 28′ 35″ est |       |
| Val d'Allier, pont du Château/Jumeaux-Alagnon               | SIC  | +02 424,        | FR8301038 | 45° 38′ 31″ nord, 3° 12′ 37″ est |       |
| Vallée de l'Allier Sud                                      | SIC  | +01 938,        | FR8301016 | 46° 11′ 24″ nord, 3° 25′ 04″ est |       |
| Vallées et coteaux thermophiles au nord de Clermont-Ferrand | SIC  | +00231,         | FR8301036 | 45° 57′ 27″ nord, 3° 05′ 13″ est |       |
| Vallées et coteaux xérothermiques des Couzes et Limagnes    | SIC  | +02 316,        | FR8301035 | 45° 38′ 30″ nord, 3° 03′ 12″ est |       |
| Vallées et piémonts du Nord-Forez                           | SIC  | +00329,         | FR8301051 | 45° 47′ 54″ nord, 3° 37′ 46″ est |       |
| Zones alluviales de la confluence Dore-Allier               | SIC  | +02 453,        | FR8301032 | 45° 55′ 28″ nord, 3° 22′ 32″ est |       |
| Gorges de la Dordogne                                       | ZPS  | +46 037,        | FR7412001 | 45° 13′ 37″ nord, 2° 07′ 54″ est |       |
| Gorges de la Sioule                                         | ZPS  | +26 070,        | FR8312003 | 46° 01′ 01″ nord, 2° 47′ 48″ est |       |
| Pays des Couzes                                             | ZPS  | +51 853,        | FR8312011 | 45° 31′ 08″ nord, 3° 04′ 59″ est |       |
| Val d'Allier, Saint-Yorre-Joze                              | ZPS  | +05 650,        | FR8312013 | 45° 56′ 39″ nord, 3° 23′ 17″ est |       |